# 니콜라스 바포리디스
니콜라스 바포리디스(Nicolas Vaporidis, 1981년 12월 22일 ~ )는 이탈리아의 배우다.

## 성장 과정
바포리디스는 로마에서 이탈리아인 어머니와 그리스인 아버지 사이에서 태어났다.

## 출연 작품
- 올 더 머니